# Lizzy Greene
Lizzy Greene, all'anagrafe Elizabeth Anne Greene (Dallas, 1º maggio 2003), è un'attrice statunitense, nota per aver interpretato il ruolo di Dawn Harper nella serie Nicky, Ricky, Dicky & Dawn di Nickelodeon.

## Biografia
Lizzy Greene è nata il 1º maggio 2003 in Dallas, nello stato del Texas degli Stati Uniti d'America, dall'ex ginnasta Amy Greene; ha un fratello maggiore che si chiama Garrett.

## Carriera
Lizzy Greene all'età di sei anni ha iniziato a recitare in teatro e due anni dopo ha iniziato a frequentare la scuola di recitazione Fun House Theater and Film school a Plano, in Texas. Ha anche seguito una formazione educativa in pittura e canto, poi all'età di quindici anni si è trasferita a Los Angeles per intraprendere la carriera di recitazione e nel 2021 ha conseguito il diploma al liceo.
Nel 2014 è apparsa in un episodio della serie televisiva di Nickelodeon I Thunderman, dove ha ricoperto il ruolo di Morgan. Nello stesso anno ha interpretato il ruolo di Young Nicole nel film televisivo Damagerd Goods diretto da Declan Lowney.
Dal 2014 al 2018 ha riscosso popolarità dopo aver interpretato il ruolo di Dawn Harper nella serie di Nickelodeon Nicky, Ricky, Dicky & Dawn.
Nel 2015 ha partecipato agli speciali televisivi: in Nickelodeon's Ultimate Halloween Costume Party diretto da Lauren Quinn e in Superstars Super Christmas (Nickelodeon's Ho Ho Holiday) diretto da Jonathan Judge. L'anno successivo, nel 2016, ha recitato nella serie Stranger Things. Nel 2017 ha recitato nei film televisivi Il mitico campo estivo (Nickelodeon's Sizzling Summer Camp Special) e in Not So Valentine's Special, entrambi diretti da Jonathan Judge.
Nel 2017 ha interpretato il ruolo di Barkley nel film televisivo Mini Natale (Tiny Christmas), insieme all'attrice Riele Downs. Nel 2018 ha fatto parte del cast della serie Knight Squad, nel ruolo di Shadow Ghost e in Cugini per la vita (Cousins for Life), nel ruolo di Natalie.
Dal 2018 al 2023 è stata scelta per interpretare il ruolo di Sophie Dixon nella serie televisiva Un milione di piccole cose (A Million Things).
Tra il 2014 e il 2017 ha preso parte anche ai seguenti programmi mandati in onda su Nickelodeon: React to That, Paradise Run e The After Party. Nel 2022 ha è apparsa in un episodio della serie Danger Force. L'anno successivo, nel 2023, ha ricoperto il ruolo di Beth nel cortometraggio Hollow diretto da Allison Miller. Nel 2024 ha ottenuto il ruolo di Lauren Brignan nella serie di Netflix Ransom Canyon.

## Filmografia

### Televisione
- I Thunderman (The Thundermans) – serie TV, episodio 2x04 (2014)
- Damagerd Goods, regia di Declan Lowney – film TV (2014)
- Nicky, Ricky, Dicky & Dawn – serie TV, 84 episodi (2014-2018)
- Nickelodeon's Ultimate Halloween Costume Party, regia di Lauren Quinn – film TV (2015)
- Superstars Super Christmas (Nickelodeon's Ho Ho Holiday), regia di Jonathan Judge – film TV (2015)
- Il mitico campo estivo (Nickelodeon's Sizzling Summer Camp Special), regia di Jonathan Judge – film TV (2017)
- Not So Valentine's Special, regia di Jonathan Judge – film TV (2017)
- Mini Natale (Tiny Christmas), regia di Jonathan A. Rosenbaum – film TV (2017)
- Knight Squad – serie TV, episodio 1x17 (2018)
- Cugini per la vita (Cousins for Life) – serie TV, episodio 1x03 (2018)
- Un milione di piccole cose (A Million Little Things) – serie TV, 87 episodi (2018-2023)
- Danger Force – serie TV, episodio 2x06 (2022)
- Ransom Canyon – serie TV (2024)

### Cortometraggi
- We Make That Lemonade, regia di Ian Pfaff (2014)
- Hollow, regia di Allison Miller (2023)

## Programmi televisivi
- React to That – reality, 2 puntate (2014) – Opinionista
- Paradise Run – game show, 6 puntate (2016) – Concorrente
- The After Party – talk show, 2 puntate (2017)
- The John Kerwin Kids Show – talk show, 1 puntata (2017)

## Doppiatrici italiane
Nelle versioni in italiano dei suoi film e delle sue serie TV, Lizzy Greene è stata doppiata da:
- Vittoria Bartolomei[38] in I Thunderman[39], in Nicky, Ricky, Dicky & Dawn[40], in Mini Natale[41], in Cugini per la vita[42], in Un milione di piccole cose[43], in Danger Force[44]

## Riconoscimenti
- Nickelodeon Kids' Choice Awards
  - 2016: Candidata come Attrice televisiva preferita per la serie Nicky, Ricky, Dicky & Dawn[45]
  - 2017: Candidata come Star televisiva preferita per la serie Nicky, Ricky, Dicky & Dawn[46]
  - 2018: Candidata come Star televisiva preferita per la serie Nicky, Ricky, Dicky & Dawn[47]
- Young Artist Award
  - 2016: Candidata come Miglior cast di giovani attori in una serie televisiva per Nicky, Ricky, Dicky & Dawn[48]